# 千葉小金農業協同組合

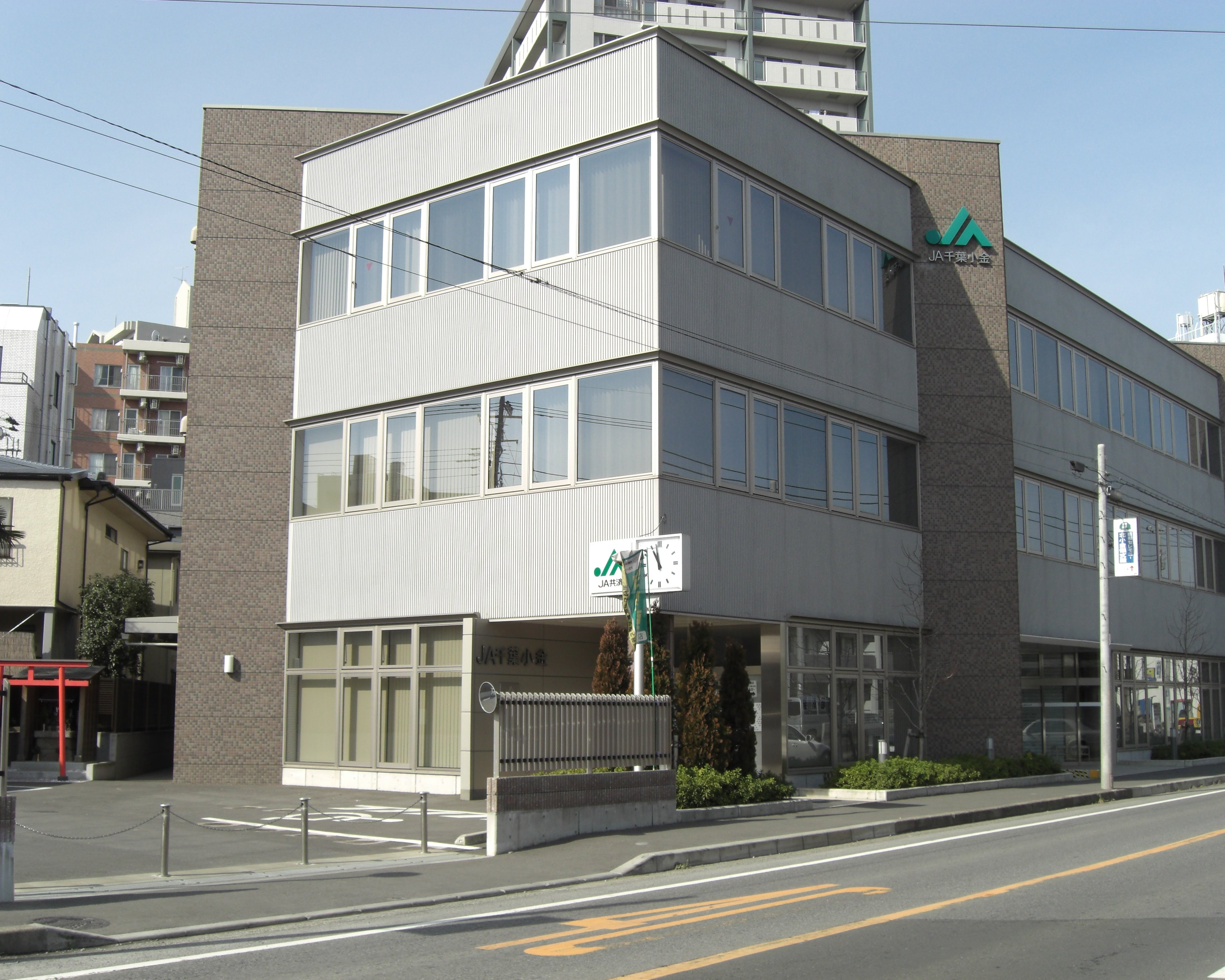
JA千葉小金
（現：JAとうかつ中央 小金支店）

千葉小金農業協同組合（ちばこがねのうぎょうきょうどうくみあい、JA千葉小金、千葉小金農協）は、かつて千葉県松戸市（旧東葛飾郡小金町）に本所を置いていた農業協同組合である。
2008年7月1日をもって、松戸市・流山市の2農協と合併し、『とうかつ中央農業協同組合』となった。